# Volkswagen Jetta
Volkswagen Jetta er en bilmodel fra Volkswagen. Det er en sedanudgave af Volkswagen Golf.
Modellen blev første gang introduceret i 1979, og er siden blevet ændret i 1984, 1992, 1998 og 2005.
I Europa har tredje generation solgtes som Volkswagen Vento, og fjerde generation som Volkswagen Bora.
Modellen produceres i Puebla i Mexico, og indtil 2005 også i Wolfsburg i Tyskland.

## Generationerne
- Jetta I/Atlantic
(1979−1984)
- Jetta II
(1984−1992)
- Jetta III/Vento
(1992−1998)
- Jetta IV/Bora/City Jetta
(1998−2005)
- Jetta V/Vento/Bora/Sagitar
(2005−nu)